# 9e division d'infanterie (Australie)
Pour les articles homonymes, voir 9e division.
La 9e division d'infanterie australien est une division de l'armée australienne créé en 1940. D'abord engagée en Afrique du Nord, elle s'illustre en soutenant le siège de Tobrouk face à l'Afrikakorps. Après un temps de casernement en Syrie, elle revient sur le théâtre africain où elle participe aux deux batailles d'El Alamein. Elle est ensuite transférée en Asie pour contenir la menace japonaise, d'abord en participant à la campagne de Nouvelle-Guinée puis à la reconquête des îles indonésiennes en 1945, jusqu'à la capitulation du Japon. Démobilisée, elle disparaît au début de l'année 1946.

## Histoire
La 9e division est la quatrième division d'infanterie australienne à être formée au Royaume-Uni à la fin de l'année 1940. Elle comprend tout d'abord deux brigades d'infanterie recrutées en Australie et envoyées en Angleterre pour participer à la défense de l'île dans le cas d'un débarquement allemand. Il s'agit de la 18e et de la 25e brigades, dirigées par le Major General Henry Winter. Plus tard la 24e brigade est adjointe à la vision.
En janvier 1941, Wynter tombe malade et est remplacé par Leslie Morshead. En février 1941, le quartier-général de la division est déplacé au Moyen-Orient et les divisions d'infanterie australiennes sont réorganisées. Les brigades les plus expérimentées sont envoyées en Grèce et les 18e et 25e brigades passent à la 7e division. Elles sont remplacées par les 20e et 26e brigades, composées d'hommes moins expérimentés.

### Afrique du Nord
Après avoir complété leur entraînement en Australie, en Grande-Bretagne et en Palestine, les unités de la 9e division sont envoyées en Cyrénaïque en Libye au début du mois de mars 1941 pour terminé leur formation et participer à la défense de la région. En revanche, une large part de l'équipement léger (mitrailleuses, mortiers, fusils antichars), la plupart de l'artillerie divisionnaire et les unités de cavalerie ne suivent pas les soldats en Libye. La 20e brigade est la première de la division à partir, le 27 février. Elle est rejointe rapidement par les deux autres brigades et c'est à cette occasion que la division souffre de ses premières pertes à la suite de bombardiers allemands qui attaquent les navires transportant le 2/13th Battalion. Deux soldats sont tués et un autre blessé. Le 9 mars, la 20e brigade relève la 17e, issue de 6e division d'infanterie australienne, le long de la frontière de la Cyrénaïque.
A la fin du mois de mars, il devient évident que les forces de l'Axe s'apprêtent à passer à l'offensive. De ce fait, Leslie Morshead ordonne à la 20e brigade de se replier de 250 kilomètres vers Benghazi. Le 24 mars, les troupes germano-italiennes attaquent et les soldats britanniques battent en retraite. Deux jours plus tard, la 26e brigade prend position près de la côte pour soutenir la 20e brigade qui tient la passe de Er Regima. Les soldats australiens sont alors équipés de fusils antichars italiens pour compenser le manque de matériels britanniques.
Alors que les Allemands remportent des succès à Marsa Brega et Agedabia et menacent d'encercler les forces alliées présentes à Benghazi, la 9e division doit se replier le long de la côte vers Derna. Manquant de moyens de transports, les Australiens doivent utiliser ceux d'autres unités. Le 2/13th Battalion se charge de l'arrière-garde et, plus tard, dans l'après-midi du 4 avril, il mène la première opération de guerre de la division alors que les Allemands attaquent leurs positions à Er Regima. Soutenu par l'artillerie britannique, le bataillon, déployé sur onze kilomètres, parvient à ralentir les troupes allemandes, estimées à 3 000 hommes équipés de camions, d'automitrailleuses et de blindés. Finalement, manquant d'armes lourdes, les Australiens doivent battre en retraite pour éviter d'être encerclés. Au total, le bataillon souffre de cinq morts et quatre-vingt treize blessés ou prisonniers.

### Tobrouk

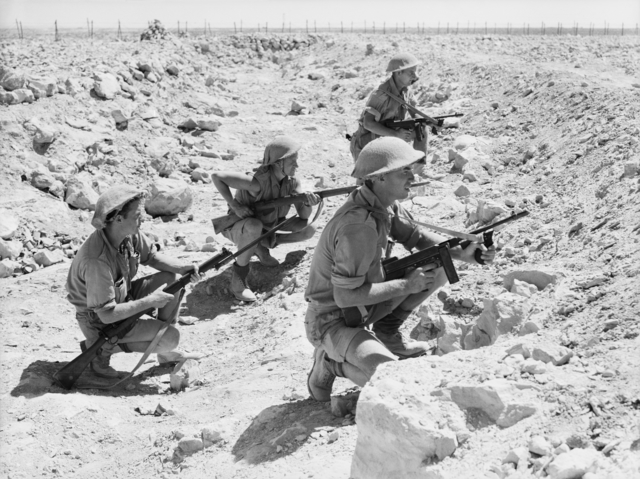
Patrouille de soldats du 2/13th Battalion.

La 9e division rejoint Tobrouk le 9 avril 1941. Là, avec plusieurs autres unités placées sous le commandement du Major General John Lavarack, elle reçoit l'ordre de défendre le port jusqu'à tant que des renforts en provenance d'Egypte puissent arriver, soit pas avant deux mois.

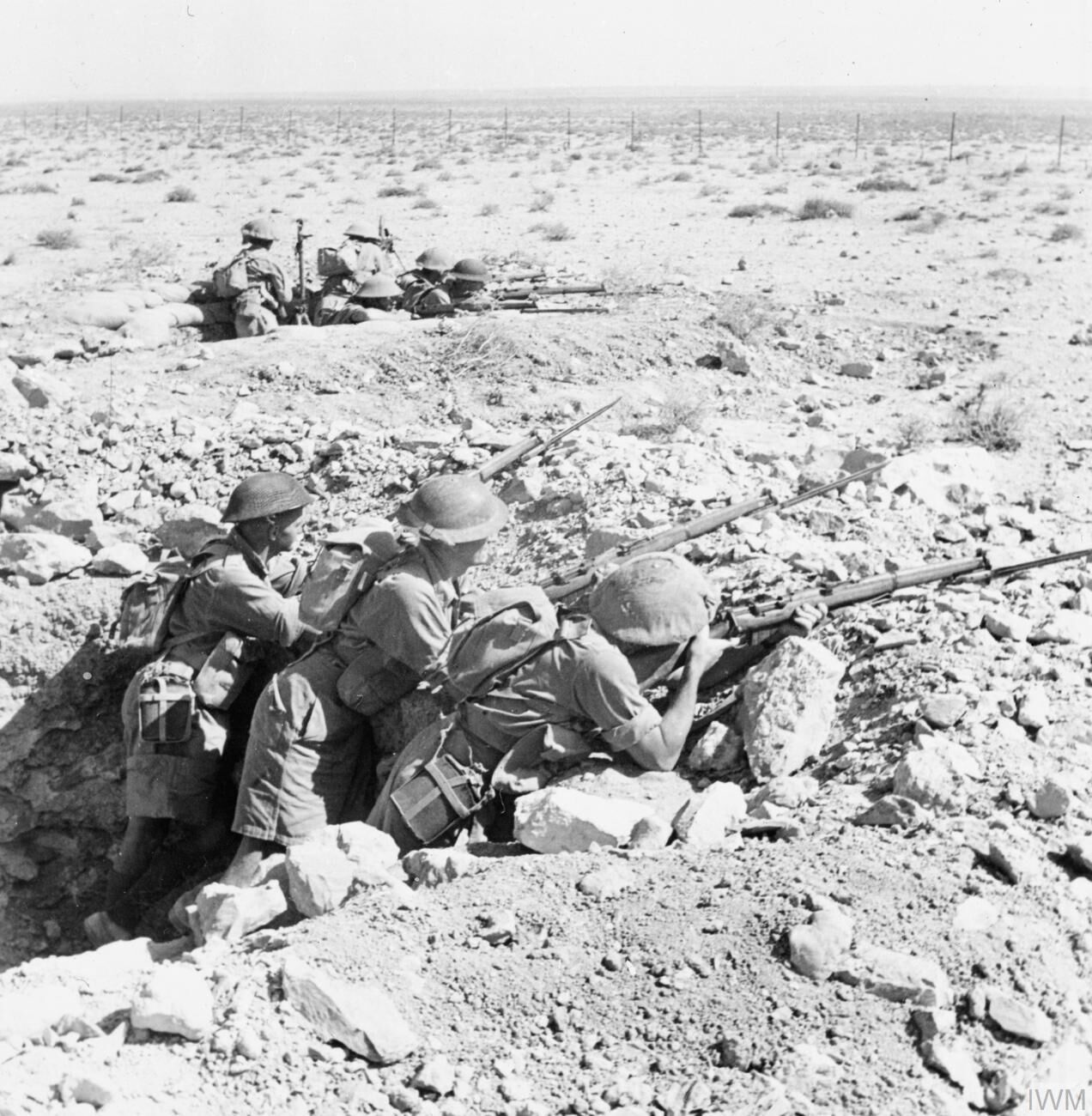
Position australienne à Tobrouk.

Le premier engagement intervient le 10 avril quand des forces de l'Axe approchent du port depuis l'ouest avant d'être repoussée. Le lendemain, Tobrouk est assiégée après que les Allemands ont coupé la route venant de l'est. Le 13 avril, un premier assaut d'importance est ordonné par Erwin Rommel, contre la 20e brigade, à l'ouest de la route d'El Adem. Il est d'abord rejeté mais les Allemands persistent durant la nuit à l'aide de mortiers et de mitrailleuses. Alors qu'ils commencent à progresser, ils subissent une vigoureuse contre-attaque de la part des Australiens, usant de baïonnettes et de grenades. John Edmondson, mort lors de l'action, devient le premier des sept récipiendaires de la Victoria Cross au sein de la division.
Lors des six mois à venir, la 9e division et le reste de la garnison repoussent plusieurs assauts des troupes de Rommel. Les Australiens s'appuient sur trois piliers pour organiser leur défense : les fortifications italiennes préexistantes autour du port, des patrouilles agressives sous forme de raids contre les forces de l'Axe et l'aide de l'artillerie. Grâce à des positions défensives solides, qu'ils améliorent après les échecs de tentatives de secours en mai et juin, la 9e division repousse l'ennemi à chaque fois.
Finalement, au début de l'automne, le gros de la 9e division est relevée par la 70e division d'infanterie par mer, à la demande du gouvernement australien. Seul le 2/13th Battalion reste dans la forteresse jusqu'à ce que le siège de Tobrouk soit levé en décembre. Au total, la division a perdu 3 164 hommes dont 650 tués, 1 597 blessés et 917 prisonniers.

### El Alamein

#### Intermède en Syrie
Après son retrait de Tobrouk, la 9e division jouit d'un peu de repos en Palestine avant d'être redéployée au nord de la Syrie au sein de la 9e armée britannique pour surveiller la frontière avec la Turquie. Elle est bientôt rejointe par le 9e régiment de cavalerie de la division qui en a été détaché en juin 1941 pour participer à la campagne de Syrie. Pour la première fois, l'ensemble de la division est réunie en une même zone, malgré tout vaste de 3 100 kilomètres carrés. En plus de sa mission de surveillance, la division s'entraîne à la guerre de mouvement. 
Au début de l'année 1942, le premier corps d'armée australien, comprenant les 6e et 7e divisions, est rapatrié en Australie en réaction à l'entrée en guerre du Japon. Néanmoins, le gouvernement australien accepte de laisser la 9e division au Moyen-Orient, en échange d'une division américaine en plus envoyée en Australie.

#### Première bataille d'El Alamein
Au début de l'année 1942, les forces de l'Axe avancent rapidement vers le nord-ouest de l’Égypte. Du côté britannique, il est décidé d'établir une position défensive à une centaine de kilomètres seulement d'Alexandrie, au nœud ferroviaire d'El Alamein. Là, la plaine côtière devient plus étroite, coincée entre la Méditerranée et la dépression inhospitalière de Qattara. Le 26 juin 1942, la 9e division reçoit l'ordre de rejoindre l'Égypte. Le 1er juillet, les forces de Rommel lancent un vigoureux assaut pour briser la ligne défensive alliée et prendre ensuite Alexandrie, Le Caire, jusqu'au canal de Suez. Mais en face, la 8e armée britannique résiste et lance des contre-attaques. Le 6 juillet, les premiers éléments de la 9e division arrivent à Tel el Shammama, à 35 kilomètres de la ligne de front, où elle apprend son affectation au nord de celle-ci.

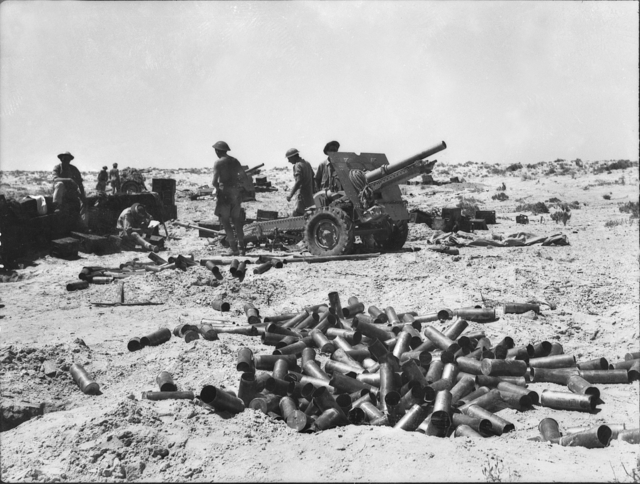
Canons du 2/8th régiment de campagne à El Alamein en juillet 1942.

Avant l'aube du 10 juillet, alors que Rommel concentre ses efforts sur le sud du front, la 9e division passe à l'attaque au nord et prend des positions stratégiques sur les hauteurs autour de Tel el Eisa. Dans les jours qui suivent, Rommel doit rediriger ses efforts contre les Australiens, sans parvenir à les déloger. Le 22 juillet, les 24e et 26e brigades attaquent à leur tour les positions allemandes sur la crête sud de Tel el Esia, parvenant à s'en emparer non sans de lourdes pertes.
La phase finale de la première bataille d'El Alamein est un désastre pour les Alliés et le 2/18th Battalion en particulier. Dans une tentative de prendre Sanyet el Miteiriya, connue sous le nom de la « crête en ruines » le 27 juillet, le bataillon souffre de lourdes pertes en hommes et en matériel. Certes, l'objectif est atteint et la crête conquise mais l'unité est presque immédiatement encerclée, alors que les chars britanniques échouent à la rejoindre. Après avoir vu soixante-cinq de ses hommes tués, le bataillon finit par se rendre. Seuls 93 de ses hommes qui sont restés en retrait près des lignes alliées continuent le combat et constituent le noyau de la reconstitution du bataillon.

#### Deuxième bataille d'El Alamein

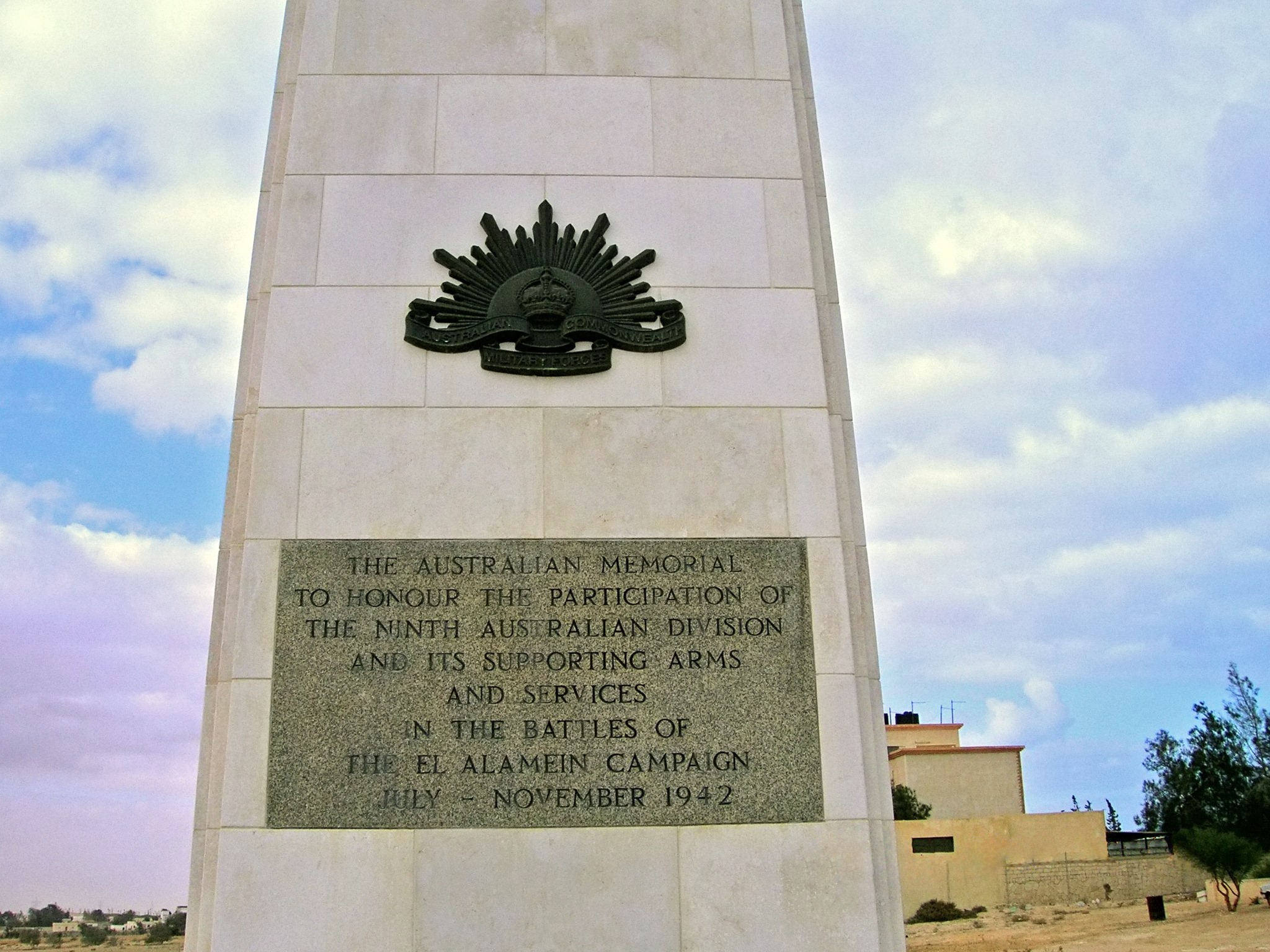
Monument à la 9e division australienne au cimetière allié d'El Alamein.

Après les combats de juillet, la 9e division reste sur la ligne de front d'El Alamein mais remplit surtout des missions défensives statiques pendant trois mois. Des patrouilles sont tout de même maintenues et quelques coups de mains entrepris, dont un raid du 2/15th Battalion le 1er septembre pour s'emparer d'une position à trois kilomètres au sud-ouest de Tel el Eisa. C'est une réussite avec 150 Allemands tués et 140 faits prisonniers alors que les Australiens perdent 39 tués, 109 blessés et 25 disparus.

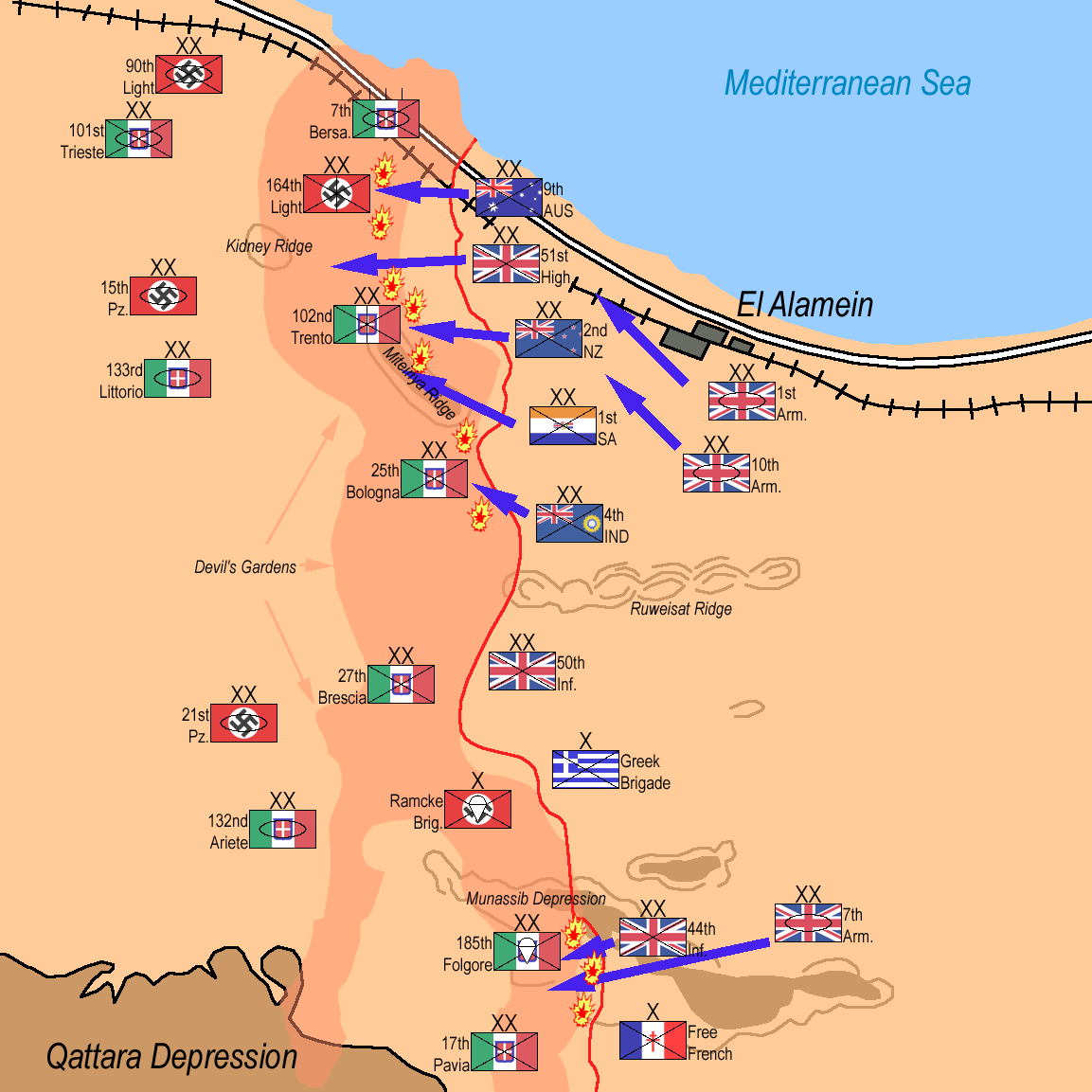
L'ordre de bataille lors de la 2e bataille d'El Alamein.

À la fin d'octobre 1942, la 8e armée, dirigée par Bernard Montgomery, passe à l'offensive. Elle regroupe 220 000 soldats, soutenus par 1 100 blindés et 900 pièces d'artillerie. La 9e division est toujours au nord de la ligne de front, près de la côte, et s'intègre dans le 30e corps d'armée britannique. C'est lui qui va constituer la pointe de l'assaut. Alors que le 13e corps d'armée et une grande partie du 30e échouent à atteindre leurs objectifs, la 9e division obtient des résultats significatifs. Elle attaque de front mais exécute aussi un mouvement tournant sur sa gauche. Les uns après les autres, les avant-postes ennemis tombent. Avec la 51e division d'infanterie et la 2e division d'infanterie néo-zélandaise, elle inflige de lourdes pertes à la 102e division motorisée italienne Trento et à la 164e division d'infanterie allemande. Le lendemain, la 9e division poursuit son effort et parvient à couper en deux la 164e division, piégeant la plus grande partie de ses unités le long de la côte. En réaction, Rommel envoie précipitamment des renforts dans la zone.
Du côté de Montgomery, on place les espoirs de percée sur la 9e division et sa progression qui a déjà entamé le front germano-italien. Entretemps, les Australiens subissent de nombreuses contre-offensives et souffrent d'importantes pertes, réduisant certaines de ses unités à leur portion congrue. La nuit du 31 octobre au 1er novembre, Morshead décide de relever la 26e brigade, qui est la plus avancée, par la 24e brigade. Cependant, dès le lendemain, les Allemands lancent deux divisions contre la brigade.
Le 2 novembre, l'opération Supercharge rentre dans sa phase finale. Les formations blindées de l'armée britannique souffrent lourdement au démarrage mais, le lendemain, la 51e division parvient à percer le front ennemi, créant une trouée de près de dix kilomètres, dans laquelle les blindés peuvent s'engouffrer. Dès lors, la pression subie par la 9e division se réduit car Rommel redirige ses forces au sud de Tel el Eisa. La division cesse d'être à l'offensive et mène principalement des patrouilles jusqu'au retrait général allemand le 4 novembre. Au total, en quatre mois, la 9e division a subi la perte de 1 225 tués, 3 638 blessés et 946 prisonniers.

### Sur le théâtre Pacifique

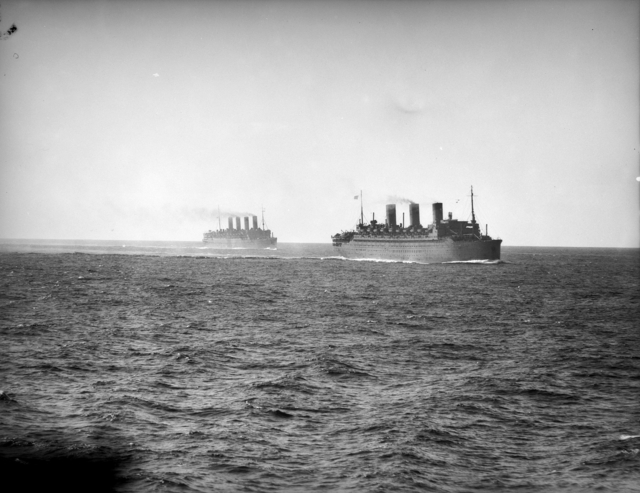
Photo du convoi de l'opération Pamphlet qui ramène la division en Australie.

En octobre 1942, le gouvernement australien demande le rapatriement de la 9e division pour qu'elle combatte les Japonais dans le Pacifique. Si Winston Churchill et Franklin Delano Roosevelt n'y sont d'abord pas favorables, le premier ministre australien, John Curtin, insiste et obtient gain de cause. A la mi-décembre, l'unité apprend qu'elle va quitter le théâtre moyen-oriental et elle se rassemble autour de Gaza où est organisée une parade, avant de se préparer pour l'embarquement.
C'est le 24 janvier que les soldats commencent à partir pour l'Australie. Dans le cadre de l'opération Pamphlet, ils embarquent sur quatre transports de troupes (le Nieuw Amsterdam, le Queen Mary, l'Ile-de-France et l'Aquitania) en direction de Fremantle, en Australie-Occidentale, pour trois semaines de repos. Des parades de bienvenue sont tenues dans chaque capitale provinciale puis, la division se reforme en avril 1943 dans la région du plateau d'Atherton, à l'extrême nord du Queensland, où elle s'entraîne au combat dans la jungle. Cette adaptation nécessite une réorganisation et des unités sont détachées de la division ou bien affectées à de nouvelles fonctions, voire démantelées. Ainsi, le régiment de cavalerie divisionnaire doit abandonner ses véhicules et se transforme en une force commando, sous le nom de 2/9th Cavalry Commando Regiment. Après son entraînement amphibie près de Cairns, la 9e division, désormais commandée par le Major General George Wootten, prend la route de Milne Bay en Nouvelle-Guinée au milieu de l'été 1943.

#### Nouvelle-Guinée

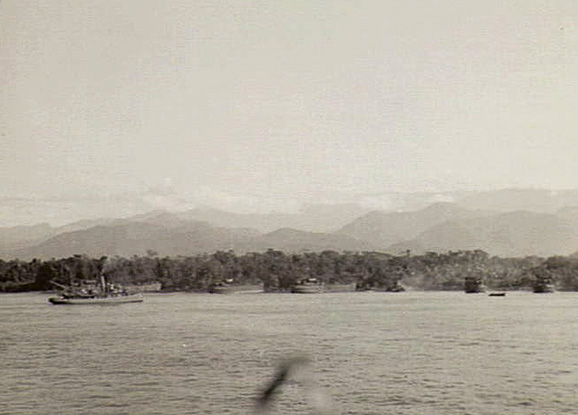
Le débarquement de la division à Lae.

La 9e division reçoit pour première mission de libérer la ville de Lae, en lien avec la 7e division d'infanterie. Pour cela, elle conduit une opération amphibie à Malahang, à l'est de Lae. Il s'agit alors du premier débarquement d'envergure pour une unité australienne depuis la bataille de Gallipoli en 1915. La 20e brigade, dirigée par Victor Windeyer, est choisie pour mener l'assaut et, le 1er septembre, elle embarque à Milne Bay. Elle est transportée dans la région de Buna-Morobe, où elle rejoint les cinquante-sept navires de débarquement assignés à l'opération. La nuit du 3 au 4 septembre, elle se met en route pour les plages du débarquement.

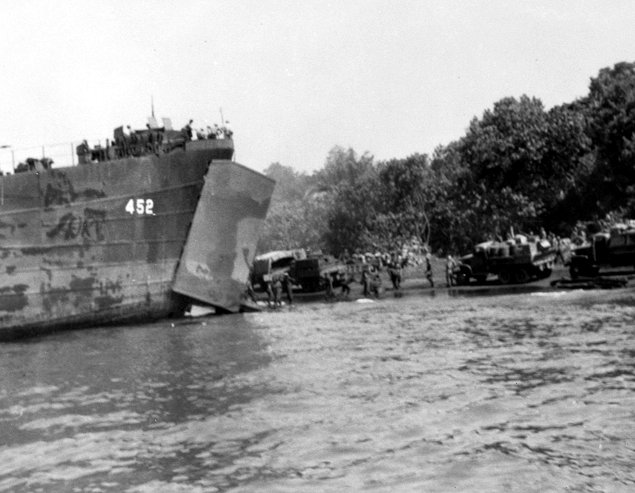
Débarquement de matériel le 4 septembre.

A 6h30 le matin du 4 septembre, la 20e brigade lance l'assaut sous la couverture de l'artillerie navale. Deux bataillons sont débarqués sur la plage principale (Red Beach) et un autre, cinq kilomètres plus à l'ouest, sur Yellow Beach. Ils ne rencontrent aucune opposition et des patrouilles sont envoyées assurer la liaison entre les plages et consolider la tête de pont. 35 minutes plus tard, la 26e brigade arrive à terre quand elle subit l'attaque de neuf avions japonais, qui infligent d'importants dégâts aux barges de débarquement, tuant huit personnes, dont le commandant du 2/3rd Battalion, et en blessant vingt autres. Le lendemain, la 26e brigade s'avance le long de la côte vers Lae, traversant le fleuve Buso avant la tombée de la nuit. Dans la nuit du 5 au 6 septembre, c'est au tour de la 24e brigade, gardée en réserve, de toucher terre.
Après avoir établi leurs bases de ravitaillement, les deux divisions australiennes se lancent conjointement à l'assaut de Lae. La 7e division rentre dans la ville le 16 septembre, quelques heures avant la 9e qui a souffert de la résistance japonaise et des inondations des rivières présentes entre les plages du débarquement et Lae.

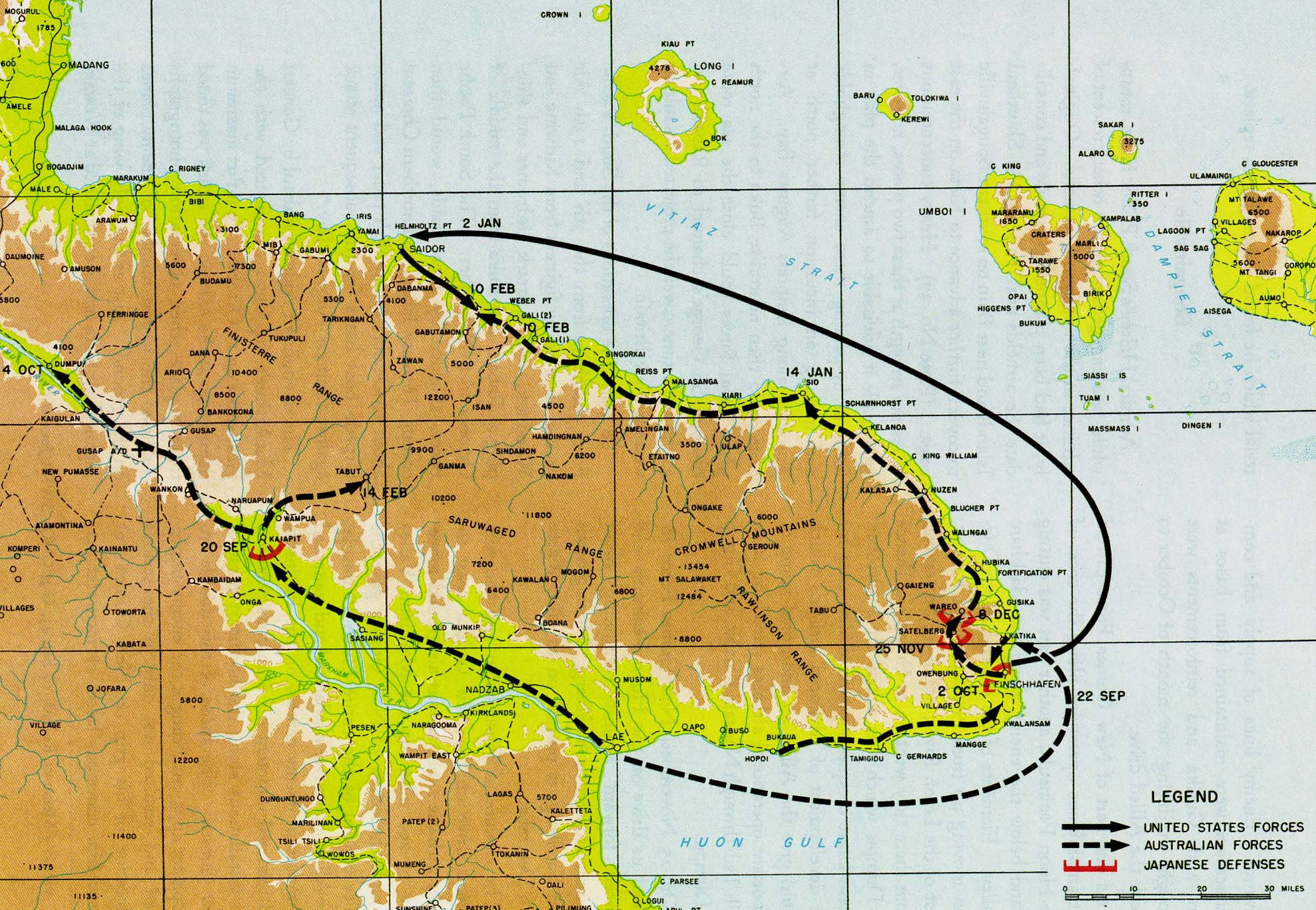
Carte de la péninsule de Huon.

Après la conquête de Lae, les Alliés décident de réduire la présence japonaise dans la péninsule de Huon, stratégiquement importante car elle doit devenir un lieu d'implantation pour des bases aériennes et navales capables de soutenir l'effort de guerre. Le 22 septembre 1943, six jours seulement après la chute de Lae, la 20e brigade opère un nouveau débarquement amphibie à Scarlet Beach, 10 kilomètres au nord de Finschhafen. Trop hâtivement planifiée, l'opération pâtit aussi de cartes imprécises et du fait que les soldats débarquent de nuit. Ainsi, la majorité de la brigade se retrouve sur la mauvaise plage. Enfin, les renseignements ont mal évalué les effectifs japonais dans la zone, estimés entre 500 et 2 100, alors qu'ils sont en fait autour de 5 000.
Malgré ces difficultés, les Australiens livrent une semaine de combats féroces contre des troupes bien retranchées et parviennent à s'emparer de Finschhafen et de son aérodrome le 2 octobre.
Vaincus, les Japonais parviennent à se replier sur une montagne haute de 1 000 mètres autour de Sattelberg. De là, ils mènent une contre-attaque le 16 octobre. Pour la soulager, la 20e brigade est relevée par la 26e et, le 25 octobre, les Japonais sont repoussés puis soumis à une offensive le 7 novembre. Grâce à un soutien aérien irrégulier mais parfois significatif, les Australiens parviennent à déloger l'ennemi de sa position, entièrement conquise le 25 novembre. Au cours de cet ultime assaut vers le sommet, le sergent Tom Derrick se voit récompensé de la Victoria Cross pour son action.

#### Bornéo
En janvier 1944, la 9e division est relevée par la 5e division d'infanterie australienne autour de Sio et est de nouveau transférée en Australie. Après une période de repos, elle est de nouveau réorganisée dans la région d'Atherton. Du fait de l'important turn-over de ses effectifs, certains étant démobilisés et d'autres affectés à d'autres unités, beaucoup des unités de la division doivent être complètement réorganisées. Ainsi, pour compléter les effectifs de certaines composantes de la division, un bataillon entier (le 62e bataillon de la milice australienne), soit 400 soldats, sont répartis au sein de la 9e division pour fournir des renforts.
Pendant plus d'un an, la 9e division reste sur le territoire australien, alors que la guerre évolue rapidement et que des interrogations se posent sur le rôle des forces australiennes dans le Pacifique. Alors que le premier corps d'armée australien, auquel appartient la 9e division, doit initialement participer à la libération des Philippines, il est finalement affecté à la libération de Bornéo. Il s'agit du dernier théâtre militaire de la division d'ici à la fin de la guerre avec deux opérations majeures : un débarquement sur l'île de Tarakan et un autre sur Brunei et Labuan.

##### Bataille de Tarakan

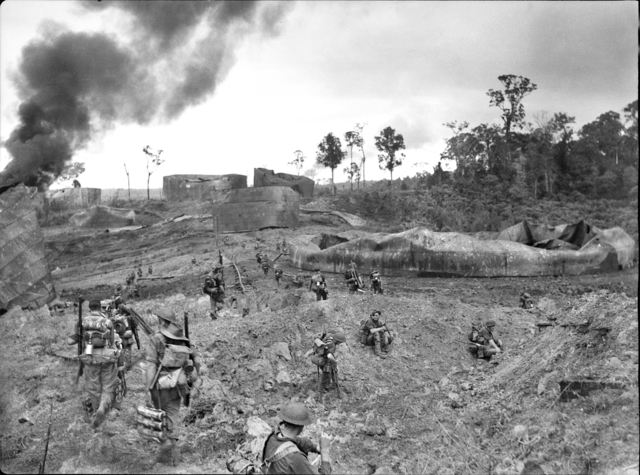
L'infanterie australienne progresse à travers les installations pétrolières de Tarakan.

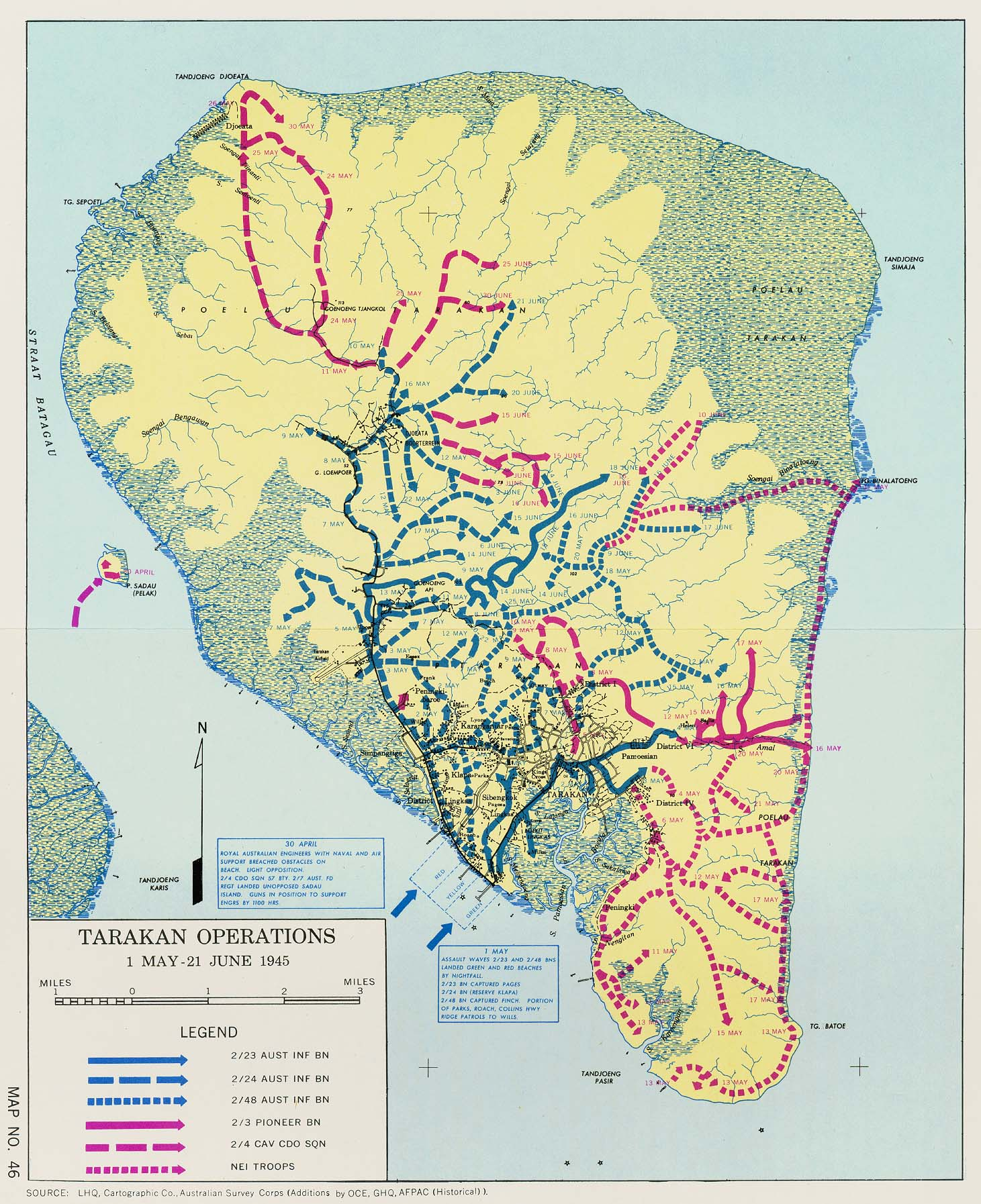
Carte de la bataille.

C'est la 26e brigade qui reçoit pour mission de s'emparer de Tarakan, tenue par une garnison japonaise estimée à 2 000 hommes, accompagnés de 250 civils travaillant sur les installations pétrolières. Le 30 avril 1945, un groupe de commandos du 2/4th Commando Squadron débarque avec une batterie de canons de 87 millimètres sur l'île de Sadau, au large de Tarakan. De là, ils peuvent fournir un appui au débarquement sur l'île principale. Le lendemain, à 6 heures 40, cette artillerie commence son pilonnage, soutenue par deux croiseurs et six destroyers. A 6h56, l'assaut principal débute et deux bataillons sont débarqués à Lingkas. 
Si la résistance japonaise est d'abord assez faible, elle se renforce au fur et à mesure de la progression australienne. Finalement, à la mi-juin, l'essentiel des forces japonaises a été mis hors d'état de nuire et ce sont des opérations de nettoyage qui se mettent en place tout au long du mois de juillet. Les soldats ennemis restant sont alors contraints de se rendre du fait de la famine grandissante. Au total, les Australiens perdent 250 tués et 670 blessés et les Japonais souffrent de 1 500 tués et autour de 250 prisonniers,.

##### Brunei et Labuan

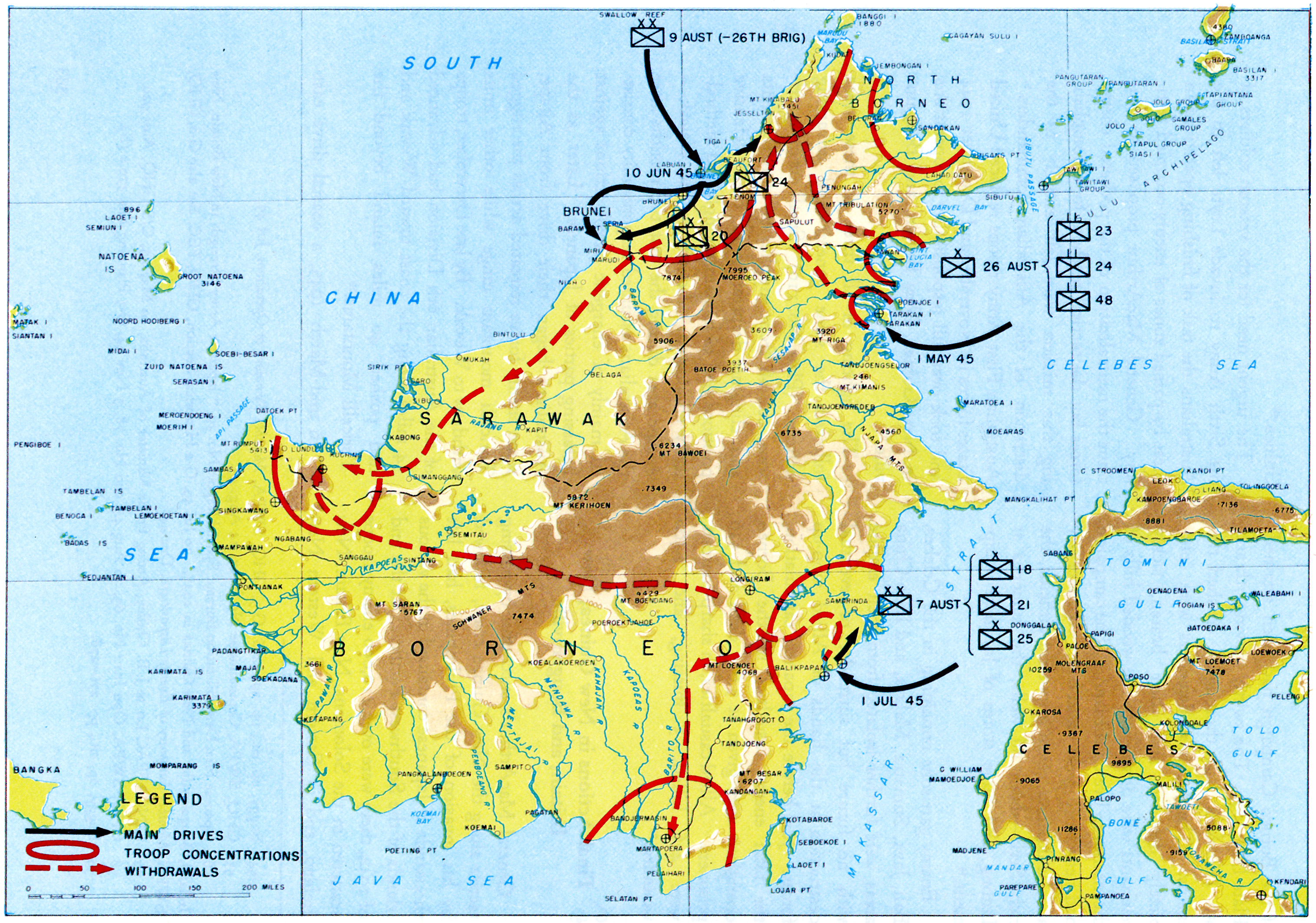
Carte de la campagne de Bornéo.

Les autres unités de la 9e division débarquent à Labuan et Brunei le 10 juin 1945. L'objectif est d'installer une base navale à Brunei et d'y sécuriser les installations pétrolières. Au total, ce sont 30 000 hommes qui participent à l'opération, dont 14 079 de la 9e division. Après un bombardement aérien et naval, la 24e brigade débarque au sud de l'île de Labuan, à l'entrée de la baie de Brunei. Au même moment, la 20e brigade débarque près de Brooketon, sur une petite péninsule au sud de la baie. Enfin, un troisième débarquement plus modeste dépose un bataillon de la 20e brigade sur la petite île de Muara, finalement conquise sans combattre car dénuée de présence japonaise.

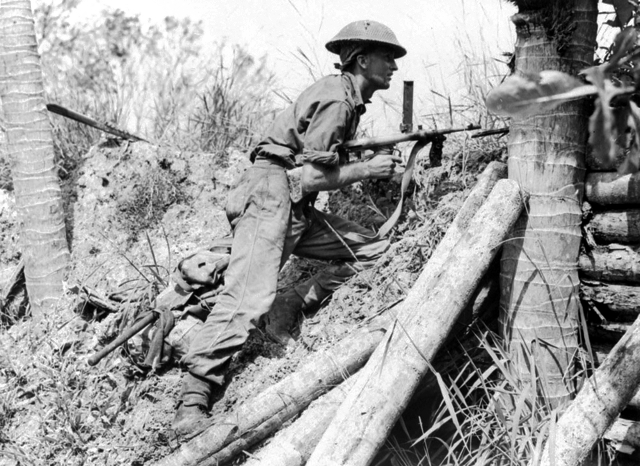
Un soldat du 2/43rd Battalion dans un cratère d'obus sur la piste d'atterrissage de Labuan, le 10 juin 1045.

Le reste de la 20e brigade prend rapidement Brunei et ne rencontre qu'une faible opposition. Seules 40 pertes sont recensés durant l'opération. En revanche, la 24e brigade est plus sérieusement accrochée car les défenseurs se sont retranchés dans une forteresse située dans une jungle dense, entourée de crêtes et de marais. Pour réduire la résistance ennemie, un intense bombardement naval et aérien est mené durant une semaine, avant un assaut conduit par deux compagnies d'infanterie, soutenues par des blindés et des lance-flammes.

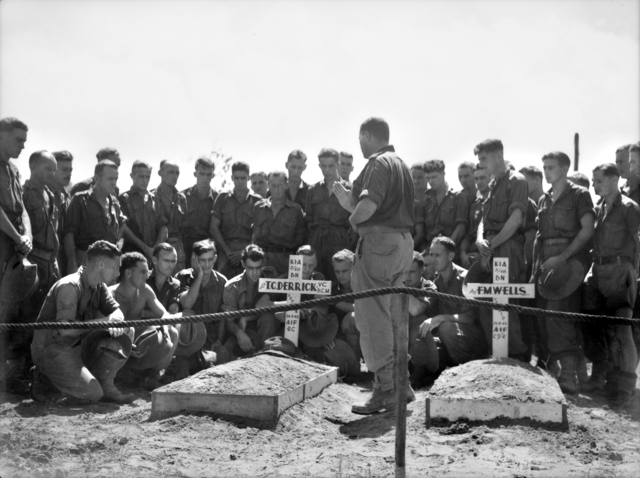
Des soldats du 2/48th Battalion autour de la tombe du lieutenant T.C. Derrick, récipendiaire de la Victoria Cross. Photographie prise à Tarakan.

Après avoir pris Labuan, la 24e brigade débarque sur la côte nord de la baie de Brunei le 16 juin, tandis que la 20e brigade continue de consolider sa position en progressant vers le sud-ouest, le long de la côte, en direction de Kuching. Le 2/32nd Battalion débarque dans la baie de Padas et prend la ville de Weston, avant d'envoyer des patrouilles vers Beaufort, à 23 kilomètres dans les terres. Près de 1 000 Japonais s'y trouvent et, le 27 juin, un assaut est lancé par 2/43rd Battalion. Des pluies torrentielles s'abattent alors dans la région, ce qui complique toute progression. Le 2/32nd Battalion sécurise d'abord la rive sud du fleuve Padas, tandis qu'une compagnie du 2/43rd Battalion est envoyée prendre la ville, soutenue par une autre compagnie sur ses flancs, qui prend des positions pour tendre une embuscade là où les Japonais sont susceptibles de se replier. De son côté, le 2/28th Battalion sécurise les lignes de communication au nord de la rivière. Dans la nuit du 27 au 28 juin, les Japonais lancent six contre-attaques avec des combats parfois au corps à corps. Dans ces conditions difficiles, une compagnie est isolée et, la matin suivant, une autre compagnie est envoyée en renforts pour attaquer les Japonais de l'arrière. Près de cent d'entre eux sont tués et le soldat Tom Starcevich reçoit la Victoria Cross à l'occasion de cette action. 
Après ces combats, les Japonais commencent à se replier depuis Beaufort et les Australiens entament une progression lente et prudente. Le 12 juillet, ils occupent Papar et, de là, envoient des patrouilles vers le nord, le long de la rivière, jusqu'à la fin de la guerre en août. Au total, la division a perdu 114 tués et 221 blessés contre 1 234 pertes pour les Japonais,.

### Démantèlement
Une fois la guerre terminée, la division entreprend des missions d'occupation jusqu'à l'arrivée de forces indiennes en janvier 1946. Dès le mois d'octobre 1945, des soldats commencent à être démobilisés, prioritairement ceux qui ont des personnes à charge ou qui servent depuis longtemps. Le 10 février 1946, l'état-major de la division disparaît et la dernière unité divisionnaire est démobilisée en mai 1946. Si la plupart des soldats reviennent à la vie civile, certains rejoignent la force d'occupation du Commonwealth britannique au Japon au sein du 66e bataillon d'infanterie.

## Composition
- Infanterie française
  - 18e Brigade (passée à la 7e Division en 1941)
  - 20e Brigade (donnée par la 7e Division en 1941)
    - 2/13e bataillon d'infanterie australienne
    - 2/15e bataillon d'infanterie australienne
    - 2/17e bataillon d'infanterie australienne

  - 24e Brigade (donnée par la 8e Division en 1940)
    - 2/25e bataillon d'infanterie australienne  (passer à la 25e Brigade en 1940)
    - 2/28e bataillon d'infanterie australienne
    - 2/32e bataillon d'infanterie australienne
    - 2/43e bataillon d'infanterie australienne

  - 25e Brigade (passée à la 7e Division en 1941)
  - 26e Brigade
    - 2/23e bataillon d'infanterie australienne
    - 2/24e bataillon d'infanterie australienne
    - 2/32e bataillon d'infanterie australienne  (passer à la 24e Brigade en 1940)
    - 2/48e bataillon d'infanterie australienne
    - 2/4e escadron Commando à partir d'aout 1943
- Régiment d'artillerie
  - 2/7e régiment d'artillerie de campagne
  - 2/8e régiment d'artillerie de campagne
  - 2/12e régiment d'artillerie de campagne
  - 2/3e régiment antichar
- Compagnies de génie
  - 2/3e compagnie de génie de campagne
  - 2/13e compagnie de génie de campagne
  - 2/16e compagnie de génie de campagne
  - 2/7e compagnie de génie de campagne
  - 2/4e compagnie de génie de campagne
- Autre unité
  - 2/3e  bataillon australien de mitrailleuses
  - 2/3e bataillon de pionniers australiens (donnée par la 7e Division en 1942)
  - 2/4e bataillon de pionniers australiens
  - 9e cavalerie australienne divisionnaire

## Officiers commandants
| Date de début | Date de fin  | Officiers commandants           |
| ------------- | ------------ | ------------------------------- |
| octobre 1940  | février 1941 | Major-général Henry Wynter (en) |
| février 1941  | mars 1943    | Major-général Leslie Morshead   |
| mars 1943     | octobre 1945 | Major-général George Wootten    |